# Спомен-чесма „Црквенац“ у Младеновцу
Спомен-чесма „Црквенац” у Младеновцу се налази недалеко од центра Младеновца, у дубодолини поред пута који Младеновац повезује са Смедеревском Паланком у насељу Топовске шупе. Спомен-чесма представља непокретно културно добро као споменик културе.
Подигнута је у Првом светском рату у част Шкотланђанки које су у рату лечиле и неговале рањенике српске војске. Представља непокретно културно добро као споменик културе (Одлука о проглашењу СО Младеновац, "Сл.лист града Београда" бр.14/81).

## Лекарске мисије
За време инвазије и повлачења и током каснијих ратних операција на територији Србије деловале су многе савезничке медицинске мисије. „Лекари и сестре у саставу санитетских мисија Велике Британије, а пре свега чланице Шкотских женских болница деловали су дисциплиновано и ефикасно у највећој могућој мери. Од самог почетка инвазије британске болнице у Младеновцу, Лазаревцу и Ваљеву нашле су се такорећи на линији фронта и у тешким условима наставиле су да примају рањенике чији је број из дана у дан био све већи То је тако потрајало, али само неколико дана и било је наређено повлачење. Болница из Младеновца повукла се у Крагујевац и придружила се осталим болницама у Крагујевцу. У току само десетак дана примила је и лечила око десет хиљада рањеника“.

## Изградња чесме
У јесен 1915. године, на месту на којем се налазила II резервна младеновачка болница саграђена је чесма у знак захвалности и сећања на санитарну мисију шкотских жена у Србији и њеног оснивача др. Елзи Инглиш, које су несебично пружале медицинску помоћ и негу како рањеним српским војницима тако и оболелом становништву. Чесму су изградили војници Моравске дивизије I позива под руководством резервног капетана I класе Боривоја Поповића. По извору на којем је подигнута добила је назив Црквенац.

## Др. Елси Инглис
Елси Инглис (енгл. Elsie Maud Inglis; Наинитак, 16. август 1864 — Њукасл, 26. новембар 1917) је била шкотска лекарка и суфражеткиња која се посебно истакла својим радом у оквиру шкотских војних болница у Србији у току Првог светског рата. Била је прва жена која је добила највише српско одликовање - Орден белог орла.

## Архитектура
Спомен-чесма је изграђена од бетона, опеке и мермера у форми полукалоте која се предњом страном ослања на два стуба, док задњом страном лежи на вертикалној зиданој површини. Бела мермерна плоча са заобљеним горњим делом, налази се на средини вертикалне површине. На мермерној плочи је уклесан натпис на енглеском и српском језику следеће садржине:
«1915 - За успомену на санитарне мисије шкотских жена у Србији и њеног оснивача др Елзе Инглиш – подиже II рез. младеновачка болница. Изградили војници моравске дивизије под руковођењем р. кап. кл. Бор. Поповића».
Слова натписа обојена су златно жутом бојом. Лево и десно у односу на мермерну плочу налазе се представе српског ордења – Медаља за храброст Милоша Обилића и Орден Карађорђеве звезде са мачевима у плитком рељефу. На задњој страни чесме, централно позициониране, у плитком рељефу су укрштене сабља и пушка са представама ратне трубе, леве и десно. На врху полукалоте се налази стилизована шајкача. Градња у време док болница и дезинфекциони центар функционишу и док су Мисија и др. Елзи Инглиш присутни говори о огромној захвалности и поштовању који не дозвољавају одлагање или трен заборава, поготову не у ратном времену које не познаје категорију људског века. Рустично обрађени архитектонски елементи чесме наивно транспоновани са средњовековних манастира са шајкачом на врху, ратничким симболима и ордењем носе епску поетику. Своје највеће вредности, манастире - светиње српског народа, оружје -симбол слободе и храбрости, српско ордење – понос српства и шајкача - капа војничка и сељачка, ратници и народ поделили су са овим великим женама и доделили их као признање много пре него што је то званично учинила држава.
Сваке године 15. септембра код Спомен – чесме „Црквенац“, одржава се свечаност која је посвећена освећењу чесме, у част у захвалност др Елси Инглис која је била на челу најбројније женске санитетске мисије.

## Санација чесме
Према пројекту и под надзором Завода за заштиту споменика културе града Београда током осамдесетих година 20. века изведени су обимни радови на санацији и реконструкцији чесме и уређењу околног простора, као и почетком двехиљадитих када су, такође, извођени радови на санацији и уређењу.
Нажалост, вода коју су пили и која је и лечила рањене и болесне, сада није за пиће. Такође, спомен-чесма Црквенац је један од наших најпознатијих меморијала у иностранству.